# Alessandro Cipriani
Alessandro Cipriani (Tivoli, 28 aprile 1959) è un compositore italiano di musica elettronica.

## Biografia
Dopo regolari studi musicali si è diplomato in composizione e musica elettronica al Conservatorio di Santa Cecilia in Roma.
Dopo un'iniziale produzione di musica strumentale con elaborazione elettronica, fra cui un quartetto per archi ed elettronica, intitolato "Quadro", e un'opera per pianoforte, percussioni e nastro, della durata di 60 minuti, "Il Pensiero Magmatico" scritta in collaborazione con Stefano Taglietti, Cipriani si dedica al rapporto con musiche di culture diverse da quella classica contemporanea occidentale. 
Fondamentale nella ricerca musicale di Cipriani è la trilogia sul canto religioso (islamico, ebraico e gregoriano) composta dall'autore negli anni 2001-2007 in varie versioni, stereo, quadrifoniche e 5.1, sia in versioni acusmatiche sia live. In questi lavori Cipriani rielabora canti tradizionali delle tre religioni monoteiste, mantenendo una forte integrazione fra la voce originale, la sua comprensibilità e l'elaborazione elettronica della voce stessa. I tre brani sono "Al Nur (La Luce)" (sul canto islamico), "Mimaa'Makim" (sul canto ebraico) e "Aqua Sapientiae/Angelus Domini".
Le collaborazioni con musicisti di diverse culture lo hanno portato a riflettere sul rapporto fra culture locali e cultura globale in relazione alla musica elettroacustica. Da queste riflessioni (documentate in un numero speciale della rivista "Organised Sound" della Cambridge University Press curato da Cipriani) sono nate collaborazioni con musicisti di cultura lappone, come Tuuni Lansman iraniana, come Mahammad Ghavi-Helm, cinese, come Song Fei e Fan Wei Qing, berbera, come Nour Eddine Fatty, sudafricana come le performer Ann Masina and Dudu Yende, Ghanese come l'attrice Dorothée Munyaneza, albanese, come Nazif Cela ft. Grupi Antea coreana, come la cantante lirica Min Ji Kim, e giapponese come la cantante Matsutoyo Sato (le ultime due collaborazioni all'interno della colonna sonora del film "The Girl from Nagasaki" directed by Michel Comte) selezionata al Sundance Film Festival 2014 nella categoria New Frontier.
Una delle collaborazioni più intense di Alessandro Cipriani è stata quella con l'artista visiva Alba D'Urbano. Da questo incontro, sviluppatosi negli anni ottanta, sono nati alcuni lavori audiovisivi fra cui 4 video, 4 videoistallazioni sonore e un'installazione sonora interattiva su sedici canali, "Rosa Binaria:Memories" esposta allo Hoesch Museum di Dueren (Germania). Cipriani, insieme al compositore Luigi Ceccarelli, ha composto due opere di teatro musicale per il Teatro dell'Opera di Pechino, "Faust" per la regia di Anna Peschke e "Turandot", entrambe in lingua cinese. Queste due opere sono state rappresentate in prima assoluta a Pechino alla Meng Minwei Concert Hall e in numerosi teatri italiani come il Teatro Argentina a Roma e il Teatro Elfo Puccini a Milano. La collaborazione con Ceccarelli ha compreso anche le musiche per 2 lavori di teatro-danza per la regia di Robyn Orlin, "With Astonishment I note the Dog (revisited) con prima assoluta alla Biennale di Venezia Danza il 27 Giugno 2009 e "…..Have you hugged, kissed and respected your Brown Venus today?" per il Festival d'Automne di Parigi.
Dopo un periodo dedicato ad alcune colonne sonore di documentari e video di Giulio Latini e Silvia Di Domenico nasce nel 2001 una lunga collaborazione con i compositori di Edison Studio, che ha portato ad opere scritte collettivamente, in particolare le colonne sonore dei cinque film muti The Last Days of Pompeii, Ricatto (Blackmail) di Alfred Hitchcock, L'Inferno, Il gabinetto del dottor Caligari di Robert Wiene e La corazzata Potëmkin di Sergej Michajlovič Ėjzenštejn. Queste ultime tre colonne sonore sono state pubblicate rispettivamente nel 2011, 2016 e 2017in versione 5.1 surround su DVD dalla cineteca di Bologna nella collana Cinema ritrovato. Sui film di Edison Studio è stato pubblicato il libro AA.VV., Edison Studio. Il Silent Film e l'Elettronica in Relazione Intermediale, a cura di Marco Maria Gazzano, Edizioni Exorma, patrocinato dall'Università Roma 3. Nel 2019 è stato pubblicato il CD monografico "Voices" anche in versione LP vinile. Nel 2022 Cipriani ha completato, insieme al video-artista e regista Giulio Latini, una trilogia audiovisiva dal titolo "Shipwrecks/Naufragi", proiettata in prima esecuzione con spazializzazione dal vivo nel Festival "Lampi" del "Centro Tempo Reale" di Firenze il 12 Marzo 2022. Su questa trilogia audiovisiva è stato pubblicato, da Manfredi Edizioni, un libro/catalogo d'arte in doppia lingua italiana e inglese, dal titolo "Shipwrecks Naufragi" a cura di Valentino Catricalà, con articoli di musicologi come Giovanni Bietti e Guido Barbieri, e di critici e curatori d'arte come Laura Cherubini, Marco Maria Gazzano e Lorenzo Madaro, e con interviste/dialoghi agli autori.Il libro è stato presentato per la prima volta nella mostra "Il video rende felici" presso il Palazzo delle Esposizioni di Roma il 27 Aprile 2022. Nel 2023 Cipriani e Latini, in collaborazione con il compositore Alessandro Sbordoni, hanno realizzato un concerto-installazione multischermo in surround 5.1 dal titolo "Memoria d'Utopie" proiettato per la prima volta al 60º Festival Nuova Consonanza l'8 dicembre 2023.

## L'opera didattica
Di interesse internazionale sono le pubblicazioni di Cipriani nel campo della didattica della musica elettronica, in particolare il testo "Il Suono Virtuale" in collaborazione con R. Bianchini, e "Virtual Sound", versione americana dello stesso testo. Successivamente la sua ricerca nel campo della didattica lo ha portato a collaborare con Maurizio Giri. Da questa collaborazione è nato un nuovo testo in tre volumi "Musica Elettronica e Sound Design" vol.1, vol.2 e vol.3 basato sul software Max, e le relative versioni in lingua inglese "Electronic Music and Sound Design" vol.1, vol.2 e vol. 3. Tutte queste versioni sono pubblicate dalla casa editrice ConTempoNet di Roma sia in versione cartacea, sia in versione elettronica iBook. Una versione del primo volume di "Musica Elettronica e Sound Design" dal titolo "Pure Data: Musica Elettronica e Sound Design"Vol.1 in collaborazione con Francesco Bianchi e Maurizio Giri è stata pubblicata nel 2016 in Italiano e in inglese nel 2021. Una versione in lingua spagnola del primo volume, dal titolo Música electrónica y diseño sonoro. Teoría y práctica con Max 8 è stata pubblicata nel 2020.